# Mario Chalmers
Almario Vernard "Mario" Chalmers, född 19 maj 1986 i Anchorage, Alaska, är en amerikansk basketspelare som för närvarande spelar för Memphis Grizzlies. Han blev vald som 34:e spelare i 2008 års NBA Entry Draft av Minnesota Timberwolves.
Chalmers har studerat vid University of Kansas och spelat basket för deras idrottsförening Kansas Jayhawks.